# 一顆紅心，兩種準備
一颗红心，两种准备是胡耀邦在中国共产主义青年团第十九次代表大会上提出的口号，意即“年轻人应有一颗忠于党和国家的赤诚之心，并随时服从祖国的需要”。该口号自提出后在中华人民共和国的教育领域内广泛使用，并在社会上广为流传。

## 历史
“一颗红心，两种准备”始见于胡耀邦在1964年6月11日在中国共产主义青年团第十九次代表大会上所做的报告《为我国青年革命化而斗争》。
|                                                       | 每一个在校的学生，无论是以后准备升学或直接参加工农业劳动，都要认真学好功课。勤奋学习，热爱劳动；一颗红心，两种准备。这是知青年对待升学和参加劳动周题上的正确态度。 |
| ——胡耀邦：《为我国青年革命化而斗争》（1964年6月11日） | |

其中，“一颗红心”是指为实现国家发展而努力精进自身知识的理想；“两手准备”则是指服从国家需要，或成功升学，或参加劳动。